# 中世

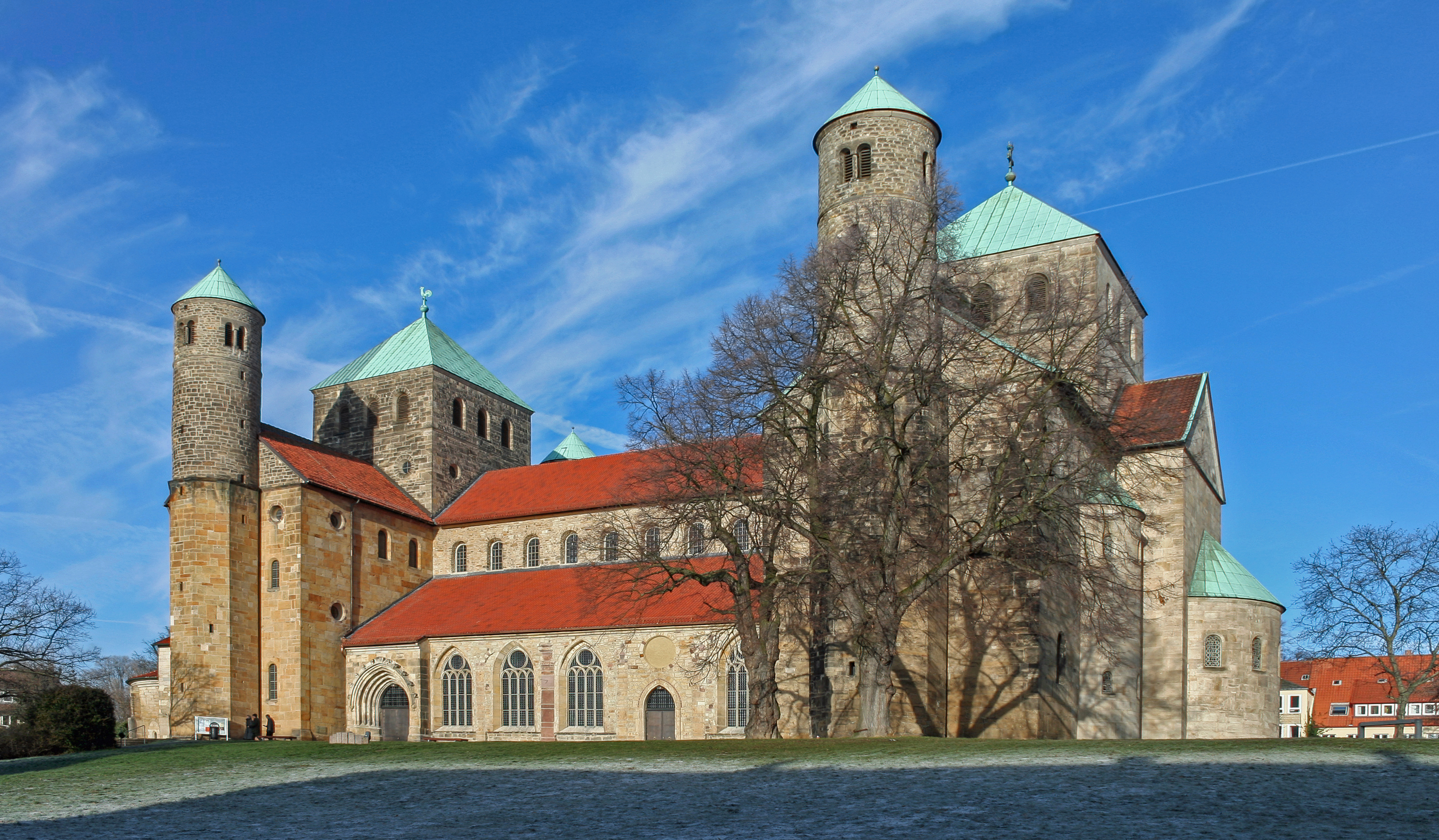
聖ミカエル聖堂

中世（ちゅうせい、英語: Middle Ages）は、狭義には西洋史の時代区分の一つで、古代よりも後、近代または近世よりも前の時代を指す。17世紀初頭の西洋では中世の観念が早くも定着していたと見られ、文献上の初見は1610年代にまでさかのぼる。
広義には、西洋史における中世の類推から、他地域のある時代を「中世」と呼ぶ。ただし、あくまでも類推であって、西洋史における中世と同じ年代を指すとは限らないし、「中世」という時代区分を用いない分野のことも多い。また、西洋では「中世」という用語を専ら西洋史における時代区分として使用する。
例えば、英語では通常日本史における「中世」を、「feudal Japan」（封建日本）や「medieval Japan」（中世日本）とする。

## 日本
日本の中世とは、院政期から戦国時代までの11世紀後半から16世紀後半までの期間を指す日本の歴史における時代区分である。これは土地制度（荘園制）に基づいた時代区分であり、荘民が存在せず田地のみが広がる免田・寄人型荘園から、村落なども囲い込んだ領域型荘園への移行を画期とする。戦国期に入り動揺を見せていた荘園制は、豊臣秀吉による太閤検地の実施と石高制の成立により解体し、日本の中世は終焉を迎えた。

### 中世区分の導入
日本の歴史における古代・中世・近代の区分は、西洋の歴史学をモデルとした明治以降の近代歴史学が使い始めた。具体的には、1906年（明治39年）に歴史学者の原勝郎が初めて「中世」の歴史区分を用いた。武家政権の存在した期間にヨーロッパ中世の騎士・封建制（主従制）・荘園制との類似点を見出だし、鎌倉幕府の成立（1185）から室町幕府の滅亡（1573年）まで、すなわち鎌倉時代と室町時代（戦国時代まで含む）を合わせたおよそ4世紀の期間を中世と定義するのが一般的であった。南北朝時代を挟んで中世前期・中世後期に区分される。
ここに定義された「中世」は政治史的に武家政権（幕府）による支配を特徴としており、天皇の政権（朝廷）が全国を統合していた古代（大和時代・奈良時代・平安時代）と区別された。また武家政権の存在した時期でも、中世的支配構造が解体された後、強力な中央政権（あるいは連邦政権）によって新たな支配構造が形成される近世（安土桃山時代・江戸時代）を区別する。
平安時代末期、中央（朝廷）による支配は諸国の武士（在地領主）の離反のために危機に瀕していた。院政・平氏政権による試みを経て、源頼朝は所領安堵を媒介とする武家の棟梁と御家人の主従制を、日本国惣地頭（将軍）による地頭職補任の形式をもって国制化し、在地領主層の政治的統合を一定程度達成した。これが中世国家における全国支配のありようの主要部分をなした（ただ在庁官人・荘官などで地頭に補任されず将軍と主従関係を持たない非御家人も少なくなかった）。南北朝内乱の過程で、守護は軍事指揮権行使や半済令などを足がかりに任国における上級領主（守護大名）へと性格を改め（守護領国制）、全国支配は足利将軍の下の守護（および鎌倉公方・九州探題など）が分掌する形に移行していった。守護所と並存していた国衙の権限は侵奪され、国衙領（公領）も守護領に転換した。公領・荘園の在地領主であった在庁官人も荘官も、地頭御家人・非御家人の別なく同質に国人（国衆）と呼ばれる存在になっていたが、守護はこれらの被官化に努めた。やがて室町幕府の支配力の縮小により、自立的権力としての性格を強める守護・守護代あるいは国人からも戦国大名化するものが広汎に現れて全国支配は全く形骸化し、織田信長・豊臣秀吉による再統合（天下統一）の時を迎えるに至る。

### 古代との画期の見直し
しかし、こうした見方はあまりに政治史的であり、また鎌倉幕府の成立時期や平氏政権の評価について異論が出され、武士の発生過程も見直されるなどして、従来の区分は広く受け容れられなくなった。
そして、中世を通じて支配の基層にあった在地領主（御家人・非御家人 → 国人）や、その領主的所有・支配の対象であり中世的な重層的土地収益権（職の体系）が成立した公領・荘園を重視する社会経済史・土地制度史面からの捉え方により、荘園公領制が確立した院政期を中世初期に含める見解が有力になり、学校教育においても、すでに1980年代頃からこれに沿った構成を取る教科書が増えている。さらに遡って、律令制から王朝国家体制に移行する平安中期を発端とする意見もある。平安時代は古代から中世への過渡期と考えられ、どちらに分類するかはいまだに議論があり、中立的な概念として、古くから主に文学史の世界で使われてきた「中古」という語を用いることもある。

### 近世との画期
中世と近世との画期をどの時点に求めるかについては、（1）統一事業に乗り出す織田政権が姿を現した信長上洛（1568年）、（2）太閤検地で荘園公領制を最終的に解体した豊臣政権による全国統一（1590年）、（3）幕藩体制による全国支配を確立する江戸幕府の成立（1603年）などさまざまな見解がある。

## ヨーロッパ

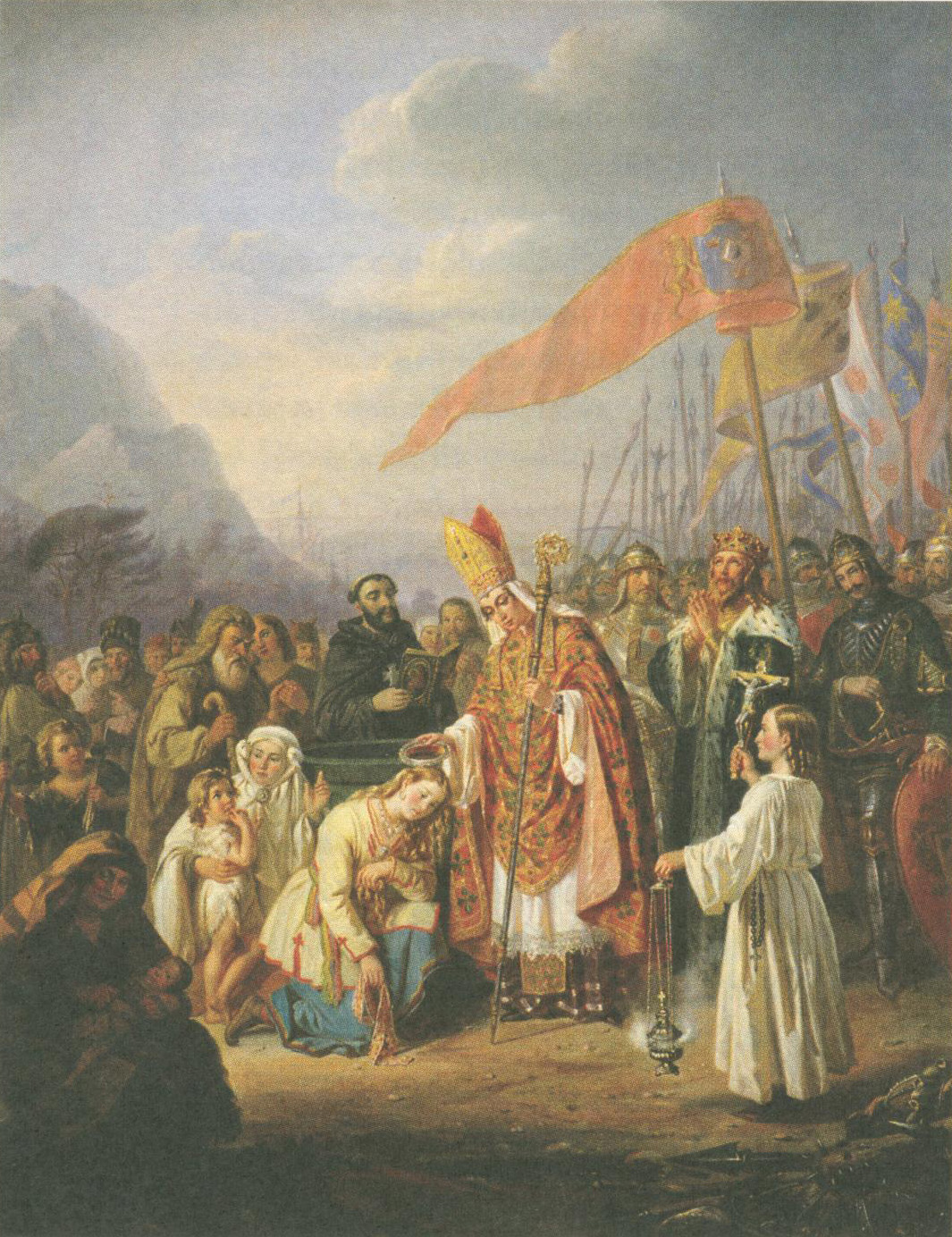
伝説によると、聖ヘンリックはトゥルク近くのフィン人に洗礼を授けた。

イタリア・ルネサンスの時代には、栄光の古代ギリシャ・ローマが衰退したのちに、ゲルマン民族の軍隊がイタリアの土地と庶民を支配する「暗黒時代」となり、さらに後にルネサンス（復興）の時代を経て「現在」（啓蒙主義の時代）に至ると考えられた。栄光の古代と復興後の現代の中間に横たわるこの暗黒時代は中世と呼ばれて忌み嫌われ、古代―中世―近代の三時代区分法が西洋史の大きな枠組みとして広く使われるようになった。
生産関係に重点を置くマルクス主義歴史学（唯物史観）の5時代区分論（原始共産制・古代奴隷制・封建制・資本主義制・共産主義制）においても基本的には同様で、中世は封建制・農奴制社会とされる。ただ唯物史観は、古代から退化して現代にいたるのではなく、生産手段の継続的な進歩という進化論的視点をとる。
伝統的な西洋史の時代区分における中世は、一般に5世紀から15世紀、歴史的大事件で捉えるならば西ローマ帝国滅亡（476年）のあたりから東ローマ帝国滅亡（1453年）のあたりとされ、ルネサンスから宗教改革以降を近世とする。ただしルネサンスは国によって時期が大幅に前後することもあって、これを中世に含めるかどうかについては古くから議論があった。
中世はさらに、ゲルマン民族の大移動からマジャール人、ノルマン人の侵入が収まるまでの中世前期（early middle ages、500年頃から1000年頃）、十字軍により西欧が拡大し、汎ヨーロッパ的な権力を巡って教皇権が世俗王権と争う中世盛期（high middle ages、1000年頃から1300年頃）、ルネサンスの興隆や百年戦争の争乱を経て絶対王政に向かいはじめる中世後期（late middle ages、1300年頃から1500年頃）に時代区分されることがある。
西ヨーロッパの中世はペストの流行、異端審問などに象徴される暗黒時代という見方がされるケースが多い。その理由はローマ教皇が1096年のウルバヌス2世がフランスの封建領主諸侯に呼び掛けることで始まった十字軍によるイスラムへの侵攻があり政治的には多くの人命が失われる戦争が宗教の名の下に行われるのが習慣化していた時代とも言えるからである。これを裏付ける歴史的事実としてローマ教皇が圧倒的な権勢を誇っていた当時のヨーロッパの実態がある。無論、そのために反動的な出来事としてその後の宗教改革や30年戦争と実質上の神聖ローマ帝国の解体、ウェストファリア条約（体制）の締結、オランダ独立戦争、イギリス清教徒革命、名誉革命、そして最終的にはフランス革命へとつながる啓蒙主義（人権と国家主権とヒューマニズムの確立）などが起こった近世へとつながるのだが、啓蒙主義のことを「知識という“光”を人民に与える」とも呼ばれるため、啓蒙主義の“光”と対照的に中世のローマ教皇とキリスト教の権威主義が“中世を暗黒時代と評価させる原因”とも言えるであろう。
しかしながら前述の中世は光か闇かという面で言及すると一方的に闇とは言い切れない部分もあるのは事実で、それは文化の面に表れている（例えば12世紀ルネサンス）として、歴史学の分野では再評価が行われている。しかし一般的には中世を暗黒時代とみなす風潮はなお根強い。また、12世紀になるまでは経済力・文化などの面などでイスラムや東ローマ帝国の後塵を拝していたのも事実である。これは地政学的側面としてイスラム教の成立から始まるアッバース朝から連綿と続きオスマン帝国の出現へと至る過程でヨーロッパでは、それまでスパイスロードで供給されていた香料諸島からの胡椒（コショウ）丁子（チョウジ）などを始めとする香料（香辛料）やシルクロードを経てヨーロッパでも入手できた絹（シルク）やそれを利用した絹織物が入手できなくなった。そのため十字軍のときにイスラムのサラーフッディーン（サラディン）からは次のように呼び掛けられている「キリスト教徒たちが通商を求めるならば歓迎するが十字軍を送り込んでくるならば我々はキリスト教徒すべてを粉砕することになるであろう」つまり、異教徒としてイスラムを毛嫌いしていたローマ教皇以下キリスト教勢力はこの当時の先進国（生産力の高さを先進国と呼ぶ基準とするならば）東アジア諸国の文物を知らずにいたこともイスラム教徒たちに後塵を拝する理由のひとつとも言えた。
経済活動を見ると、封建制の荘園では生産性が上がることにより生産物を交換する定期市が発達し、十字軍に伴う東方貿易の活発化と商権の拡大が見られ、ヨーロッパ各地の特色ある商品が海や川を使って流通した。都市の市民が領主から自治権を得ていくと都市は国家や自由都市に変貌した。利害を追及する都市間が協力してハンザ同盟やロンバルディア同盟をつくり、政治的勢力という要素が加わった。また都市の職人・手工業者は組合であるギルドを形成した。こうした市民活動から貨幣経済が発展し中世後の近代化へと続いた。文化面では、絶大な教会の権威を支える神学が学問の頂点にあり自然科学は衰退したが、諸国の君主が保護した大学が生まれ、ロジャー・ベーコンのような科学者も現れた。
時代が下ると、西ローマ帝国の滅亡から東ローマ帝国の滅亡までという歴史的大事件の枠にはまった従来の中世観を見直して、より包括的な社会人類学の視点から中世を定義することが行われるようになった。すなわち、ゲルマン民族大移動収拾後の定住化と共にキリスト教が大衆へ浸透し、封建制社会が確立した時期の9世紀から10世紀頃をもって中世の開始として、官僚と常備軍をもって地方分権的領主を圧迫していった国王が国内統一を成し遂げ絶対王政による強大な中央集権国家を築いた時期の16世紀末頃をもってその歴史区分の中世期の終焉とするものである。（このような見直しに伴う8世紀以前の時代区分については、古代末期を参照。）
近年では、これまでの古代 → 中世 → 近代の三時代区分に新たに近世（early modern period）という時代区分を加え、ルネサンスから絶対王政の終焉までをこの近世、それ以降を近代と考えることが主流となりつつある。

## 中国
中国の歴史における中世の概念は、内藤湖南の『支那近世史』（内藤1909 - 1919）に始まる。内藤は後漢の中ごろまでを上古、魏晋南北朝時代から唐中期までを中古、宋以降を近世とする。上古・中古はそれぞれ古代・中世と言い換えて間違いは無い。この観点は主に京都大学出身者によって作られる京都学派によって発展を遂げる。その代表を挙げるとすれば宮崎市定である。
これに対して戦後、前田直典によって唐の中期までを古代、宋以降を中世とする論が出され、大きな論戦を引き起こした（中国史時代区分論争）。唐中期までを古代とする論はその後、西嶋定生・堀敏一らの歴史学研究会を中心とする東京学派の手によって発展していき、京都学派との長い論戦が続いた。
しかし1970年代ごろからは実証主義的な立場からこのような「大きな物語」に対する批判が生じ、分野の細分化が進み、時代区分論争のような大きな枠組みの研究は少なくなった。

## イスラム世界
前出の「中世イスラム」とは、ファーティマ朝成立（909年）やブワイフ朝のバグダード入城（945年）、セルジューク朝の帝国成立（1055年のバグダード入城）など、アッバース朝の形骸化によりいわゆるイスラム帝国という世界帝国が瓦解した時期から、オスマン帝国がトルコの地域国家を超えてイスラム世界帝国を確立した時期（1517年のマムルーク朝の滅亡）までを指すことが多い。